# باروت (پاکستان)
باروت (به انگلیسی: Baroot) یک شهرک در پاکستان است که در ناحیه لسبیله واقع شده‌است.